# 2902 Westerlund
A 2902 Westerlund (ideiglenes jelöléssel 1980 FN3) a Naprendszer kisbolygóövében található aszteroida. Claes-Ingvar Lagerkvist fedezte fel 1980. március 16-án.